# Station Kępice
Station Kępice is een spoorwegstation in de Poolse plaats Kępice.